# Partij voor de Dieren
Partiet för djuren (ned: Partij voor de Dieren, PvdD) är ett politiskt parti i Nederländerna. Partiet grundades år 2002. Partinamnet betyder på svenska "Partiet för djuren".

## Historik
Partiet bildades 2002. Man ställde upp i val första gången 2003 och fick då  50 000 röster (0,5 procent av alla röster). I Europaparlamentsvalet 2004 fick partiet 3,2 procent av rösterna. I valet till det nederländska underhuset 2006 fick partiet två mandat och blev därmed Europas första djurrättsparti med parlamentarisk representation. De är också representerade i flera kommunala fullmäktige och fick i 2014 års val även ett mandat i Europaparlamentet där partiets ledamot tillhör Gruppen Europeiska enade vänstern/Nordisk grön vänster.
Partiprogrammet bygger på att djur ska behandlas med respekt och ha rätt att leva på ett naturligt sätt.